# Sokoły Jeziorne
Sokoły Jeziorne [sɔˈkɔwɨ jɛˈʑɔrnɛ] (deutsch Sokollen, 1935 bis 1945 Rosensee) ist ein Dorf in der polnischen Woiwodschaft Ermland-Masuren, das zur Stadt- und Landgemeinde Biała Piska (Bialla, 1938 bis 1945 Gehlenburg) im Powiat Piski (Kreis Johannisburg) gehört.

## Geographische Lage
Sokoły Jeziorne liegt im Südosten der Woiwodschaft Ermland-Masuren, 31 Kilometer östlich der Kreisstadt Pisz (Johannisburg). An den Ort grenzt im Norden der ehemals so genannte Gutter See (im Polnischen heißt der Nordteil Jezioro Skrodzkie, der Südteil Jezioro Borowe), im Süden die einstige deutsch-polnische Staatsgrenze, deren Verlauf hier jetzt die Woiwodschaftsgrenze zwischen Ermland-Masuren und Podlachien einnimmt.

## Geschichte
Das seinerzeit Ort von Wsentz genannte Dorf wurde 1471 erstmals erwähnt. In der Folgezeit gab es unterschiedliche Namensformen: Roseitze (nach 1471), Sokoll (vor 1540), Sokollen am See (vor 1900), Sokollen Kirchspiel Skarzinnen (1908) bzw. Sokollen R (bis 1935).
Im Jahr 1874 wurde Sokollen in den neu errichteten Amtsbezirk Großrosen eingegliedert.
Die Zahl der Einwohner Sokollens belief sich im Jahre 1910 auf 188. Sie verringerte sich bis 1993 leicht auf 174 und betrug 1939 noch 172.
Aufgrund der Bestimmungen des Versailler Vertrags stimmte die Bevölkerung im Abstimmungsgebiet Allenstein, zu dem Sokollen gehörte, am 11. Juli 1920 über die weitere staatliche Zugehörigkeit zu Ostpreußen (und damit zu Deutschland) oder den Anschluss an Polen ab. In Sokollen stimmten 140 Einwohner für den Verbleib bei Ostpreußen, auf Polen entfiel keine Stimme.
Am 1. September 1935 wurde Sokollen aus politisch-ideologischen Gründen der Abkehr von fremdländisch klingenden Ortsnamen in „Rosensee“ umbenannt. Zehn Jahre später kam der Ort in Kriegsfolge mit dem südlichen Ostpreußen zu Polen und erhielt die polnische Bezeichnung „Sokoły Jeziorno“, später „Sokoły Jeziorne“, was in etwa der früheren deutschen Namensform „Sokollen am See“ entspricht. Das Dorf ist heute Sitz eines Schulzenamtes (polnisch: Sołectwo) und eine Ortschaft im Verbund der Stadt- und Landgemeinde Biała Piska im Powiat Piski, bis 1998 der Woiwodschaft Suwałki, seither der Woiwodschaft Ermland-Masuren zugehörig.

## Religionen
Die fast ausnahmslos evangelische Bevölkerung Sokollens war vor 1945 in das Kirchspiel der Kirche Skarzinnen (1938 bis 1945: Richtenberg, polnisch: Skarżyn) eingepfarrt, die zum Kirchenkreis Johannisburg (Pisz) in der Kirchenprovinz Ostpreußen der Kirche der Altpreußischen Union gehörte. Die Pfarrkirche der wenigen katholischen Einwohner war die in der Stadt Johannisburg im Bistum Ermland.
Seit 1945 ist die Pfarrkirche für die mehrheitlich katholischen Einwohner Sokołys das einst evangelische Gotteshaus in Skarżyn. Sie gehört zum Dekanat Biała Piska im Bistum Ełk (Lyck) der Katholischen Kirche in Polen. Biała Piska ist Sitz auch der Kirchengemeinde der evangelischen Kirchenglieder. Sie ist Filialgemeinde der Pfarrei in Pisz in der Diözese Masuren der Evangelisch-Augsburgischen Kirche in Polen.

## Verkehr
Sokoły Jeziorne liegt an der Nebenstraße 1680N, die bei Prostki (Prostken) von der Landesstraße 65 abzweigt und über Sokółki (Sokollen, 1938 bis 1945 Stahnken) nach Skarżyn und weiter bis Kożuchy Małe (Klein Kosuchen) an der Landesstraße 58 führt. Eine Bahnanbindung besteht nicht.